# Bernd Besenlehner
Bernd Besenlehner (* 24. November 1986) ist ein österreichischer Fußballspieler.

## Karriere
Besenlehner begann seine Karriere 1995 beim Katzelsdorf SC in Niederösterreich. Bis 2000 war er in Katzelsdorf, ehe er vom 1. Wiener Neustädter SC ausgeliehen wurde. Die Leihe ging bis 2003, bis er von den Wiener Neustädtern verpflichtet wurde. 2007 wechselte Besenlehner zum SC Oberpullendorf, wo er in zwei Saisonen 36 Spiele absolvierte und fünf Tore erzielte.
2009 kam dann der Wechsel zur Amateurmannschaft des SC Magna Wiener Neustadt. Dort konnte er im Herbst 2009 auf sich aufmerksam machen und wurde in der Winterübertrittszeit 2009/10 in die Bundesligamannschaft geholt. Sein Debüt in der höchsten österreichischen Spielklasse gab der Mittelfeldspieler am 19. Februar 2010 gegen den SK Rapid Wien. Besenlehner wurde in der 85. Minute für Kapitän Hannes Aigner eingewechselt. Das Spiel endete 2:2.
Im Sommer 2013 wechselte Besenlehner zum ASK Eggendorf.